# Grampet
Grampet este un grup de firme din România cu activități în sectorul feroviar.
Grupul Grampet include transportatorul feroviar de marfă Grup Feroviar Român, fabrica de reparații vagoane Remar Pașcani, Reva Simeria și Turist Semenic.
Principalii acționari ai Grampet sunt oamenii de afaceri Gruia Stoica, cu 31%, și Vasile Didilă, cu 29%.
În anul 2008 Grampet a semnat contractul de preluare a 70% din acțiunile producătorului sârb de material rulant Zelvoz Smederevo, după ce a câștigat licitația, cu o ofertă de 1,15 milioane de euro.
Prin contract, Grampet și-a asumat obligații investiționale în valoare totală de 7,5 milioane de euro și plata datoriilor Zelvoz, în sumă de alte 7,5 milioane de euro.
Cifra de afaceri în 2008: 350 milioane euro